# Simulium gibense
Simulium gibense är en tvåvingeart som beskrevs av Uemoto, Ogata och Mebrahtu 1977. Simulium gibense ingår i släktet Simulium och familjen knott.
Artens utbredningsområde är Etiopien. Inga underarter finns listade i Catalogue of Life.